# Igreja Cristã Reformada na África Oriental
A Igreja Cristã Reformada na África Oriental (ICRAO) - em inglês Christian Reformed Church in Eastern Africa, abreviado como CRCEA - é uma denominação cristã reformada fundada em 1992, no Quênia e Uganda, por igrejas que se separaram da Igreja Reformada da África Oriental.

## História
Após a Segunda Guerra dos Bôeres, travada entre 11 de outubro de 1899 e 31 de maio de 1902, a África do Sul tornou-se um domínio britânico. Nesse período, muitos holandeses ali residentes migraram para outros países, entre eles estavam membros das Igrejas Reformadas na África do Sul (IRAS).
A migração e missões posteriores Igreja Reformada Neerlandesa (NGK) no Quênia deram origem à Igreja Reformada da África Oriental (IRAO), que se tornou autônoma em 20 de novembro de 1979.
Em 1992, um grupo de pastores se desentendeu com a denominação, por desejarem expandir a plantação de igrejas para o Uganda. Devido ao desacordo, parte dos membros se separou e formou a Igreja Cristã Reformada na África Oriental (ICRAO).
Desde então, a denominação se expandiu, recebendo ajuda da Igreja Cristã Reformada da América do Norte para plantar mais igrejas.
Em 2019, segundo as estatísticas da denominação, tinha aproximadamente 100.000 membros.

## Relações Intereclesiásticas
A IRO é membro da  Comunhão Mundial das Igrejas Reformadas e possui relacionamento com as Igreja Cristã Reformada da América do Norte.